# Ryan Woolridge
Ryan Woolridge (Mansfield, Texas; 16 de noviembre de 1996) es un jugador de baloncesto estadounidense que pertenece a la plantilla de Iraklis BC de la A1 Ethniki, la primera categoría del baloncesto griego. Con 1,91 metros de estatura, juega en la posición de base.

## Trayectoria deportiva

### Universidad
Jugó tres temporadas con los Mean Green de la Universidad del Norte de Texas, en las que promedió 11,6 puntos, 5,3 rebotes, 4,9 asistencias y 1,7 robos de balón por partido. En su tercera temporada fue incluido en el tercer mejor quinteto de la Conference USA.
Para su última temporada, Woolridge decidió ser transferido como graduado a los Bulldogs de la Universidad Gonzaga, donde promedió 10,1 puntos, 4,5 rebotes, 4,2 asistencias y 1,4 robos de balón por encuentro.

#### Estadísticas
| Año     | Equipo      | PJ  | PT  | MPP  | %TC  | %3P  | %TL  | RPP | APP | ROB | TPP | PPP  |
| ------- | ----------- | --- | --- | ---- | ---- | ---- | ---- | --- | --- | --- | --- | ---- |
| 2016–17 | North Texas | 21  | 12  | 28.5 | .503 | .357 | .575 | 4.9 | 3.2 | 2.0 | .1  | 9.6  |
| 2017–18 | North Texas | 38  | 37  | 36.6 | .496 | .315 | .506 | 5.2 | 5.8 | 1.4 | .4  | 12.7 |
| 2018–19 | North Texas | 30  | 27  | 32.8 | .469 | .333 | .581 | 5.9 | 4.8 | 1.9 | .3  | 11.7 |
| 2019–20 | Gonzaga     | 33  | 33  | 32.7 | .529 | .432 | .610 | 4.5 | 4.2 | 1.4 | .2  | 10.1 |
| Total   | Total       | 122 | 109 | 33.2 | .497 | .366 | .555 | 5.1 | 4.7 | 1.6 | .3  | 11.2 |

### Profesional
Tras no ser elegido en el Draft de la NBA de 2020, el 12 de julio firmó su primero contrato profesional con el Medi Bayreuth de la Basketball Bundesliga alemana. Woolridge dejó el equipo el 29 de diciembre, tras promediar 7,7 puntos y 3,1 asistencias en siete partidos. En enero de 2021 realizó unas pruebas con los Oklahoma City Blue de la NBA G League, siendo incluido en el equipo y debutando el 11 de febrero. Disputó 14 partidos, promediando 6,6 puntos y 4,0 asistencias.
En verano de 2021, firma por el Iraklis BC de la A1 Ethniki, la primera categoría del baloncesto griego.